# خوسيه مانويل كورتينا
خوسيه مانويل كورتينا هو دبلوماسي كوبي، ولد في 3 فبراير 1880 في ميامي في الولايات المتحدة، وتوفي في 9 مارس 1970.